# Illa de Kulusuk
Kulusuk és una illa del municipi se Sermersooq en el sud-est de la riba de Groenlàndia. És una illa perifèrica en el arxipèlag d'illes Ammassalik a la costa de l'Oceà Atlàntic del nord. A l'illa hi ha el poblat de Kulusuk, el quart més gran de tota la costa oriental de Groenlàndia. L'illa té una àrea de 41,98km², i mesura 8 km de nord a sud i 11 km de l'oest a l'est. L'aeroport de Kulusuk en l'illa és un dels dos aeroports de la costa de Groenlàndia oriental.